# Kenneth O. May
Vous lisez un « bon article » labellisé en 2019.
Pour les articles homonymes, voir May.
Kenneth Ownsworth May (8 juillet 1915 – 1er décembre 1977) est un mathématicien et historien des mathématiques américain. Il s'est d'abord intéressé à l'économie mathématique, domaine dans lequel il a développé le théorème de May en théorie du choix social, puis à l'enseignement des mathématiques avant d'orienter ses travaux vers l'histoire des mathématiques et plus particulièrement l'organisation de la discipline et des outils nécessaires à son exercice.
Intéressé par les interactions entre science et société, il obtient une bourse d'études de l'Institute of Current World Affairs et, après un séjour de près de deux ans en Europe, il continue à entretenir des liens avec des membres influents et entre au conseil d'administration. Il participe activement dès le début de ses études supérieures à différentes actions du parti communiste, jusqu'à son enrôlement dans l'armée au cours de la Seconde Guerre mondiale. Ses opinions et activités politiques ont un impact sur sa vie professionnelle et familiale ; son père s'y oppose publiquement et Kenneth perd notamment son premier poste d'enseignement à Berkeley.
Après avoir obtenu son doctorat, il enseigne une vingtaine d'années au Carleton College. Il quitte alors les États-Unis pour le Canada et l'université de Toronto. C'est là qu'il commence à se tourner exclusivement vers l'histoire des mathématiques. Il a notamment été l’un des principaux artisans de la Commission internationale d'histoire des mathématiques (ICHM) qu'il dirige pendant plusieurs années et le premier rédacteur en chef de son journal officiel Historia Mathematica. Tous les quatre ans, l'ICHM décerne le prix Kenneth O. May pour des contributions exceptionnelles à l'histoire des mathématiques.

## Biographie
Kenneth O. May est né le 8 juillet 1915 à Portland en Oregon aux États-Unis. Il est le fils de Samuel Chester May (1887-1955) et Eleanor Ownsworth Perkin. Son père a étudié à l’université de l'Oregon puis à l'Yale Law School avant de pratiquer le droit à Portland de 1913 à 1917, puis, en 1920, il obtient une maîtrise de l'université Columbia, devient professeur de sciences politiques au Dartmouth College et, à partir de 1921, il enseigne à l'université de Californie à Berkeley.
C'est donc à Portland que Kenneth O. May commence sa scolarité puis il poursuit à Berkeley au sein de différents établissements. Il commence à s'intéresser aux mathématiques en étudiant les Principia Mathematica de Whitehead et Russell et décide de se spécialiser en mathématiques à l'université de Californie. Au sein de l'université, il pratique le football et est élu junior à Phi Beta Kappa.
Il rejoint le Parti communiste américain et, probablement influencé par sa mère, l'Institut des relations du Pacifique, où il exerce les fonctions de secrétaire en 1933. Sa mère décède dans une explosion de chauffage au gaz chez lui en 1935. L'année suivante, il obtient son Bachelor of Arts en mathématiques avec les plus hauts honneurs. En s'intéressant aussi à l'utilisation des statistiques dans la planification nationale, Kenneth O. May est remarqué par le professeur Griffith C. Evans qui enseigne à Berkeley. Après avoir obtenu sa maîtrise en 1937, il est sélectionné, sur recommandation d'Evans, par l'Institute of Current World Affairs (ICWA) pour étudier en URSS, l'ICWA s'étant notamment fixé comme objectif d'étudier les liens entre sciences et société.
Au cours de l'été 1937, il participe à un séminaire russe afin d'étudier la langue en vue de ses futures attributions tout en préparant son examen préliminaire pour le doctorat de mathématiques. Durant son examen oral, un exposé sur la théorie de Galois, il montre son intérêt pour l'histoire des mathématiques.
Après plusieurs étapes de voyage au cours desquelles il multiplie les prises de contact avec les membres de l'ICMA, il arrive en Angleterre et poursuit ses études du russe à la School of Slavonic Studies de l'université de Londres ainsi que ses études de statistique à l'University College, tout en s'intéressant au marxisme et à la planification grâce à des conférences à la London School of Economics. Initialement, Londres devait être une étape avant de partir pour l'URSS afin d'y mener une étude sur la planification nationale dans le cadre d'un programme d’accueil d'étudiants américains que le président de l'Institute of Current World Affairs, Walter S. Rogers, pensait avoir conclu. Le contexte géopolitique peu favorable de l'époque conduit May à revoir ses plans : il planifie alors ses études à Londres et se rend en touriste en Union Soviétique en octobre 1937 avec l'interdiction de rentrer en contact avec des membres de la Commission de planification nationale russe. Ce séjour lui permet néanmoins d'amasser une grande quantité d'ouvrages qu'il peut étudier à son retour.

« Rien n'empêchait d'acheter les livres et les périodiques sur le terrain. Par conséquent, j'ai parcouru les librairies et les ai expédiés paquet après paquet en Angleterre. Cette collection à elle seule vaudra le voyage. »

— Kenneth O. May, Lettre à Rogers, 10 novembre 1937
De retour à Londres mi-novembre, il intègre un groupe de statistiques formé autour de Ronald A. Fischer et poursuit ses études à la London School of Economics. Il rencontre également John Desmond Bernal, connu pour ses études sur les sciences et la société.
Toujours membre de l'ICWA, il est chargé par l'ambassadeur américain de parcourir l’Angleterre à partir de la fin du printemps 1938. Bien que les objectifs ne soient pas très clairs, il doit observer les conditions sociales, économiques et politiques ainsi que certaines élections afin d’enquêter sur l’opinion des Anglais. Le flou entourant les objectifs de cette tâche le conduit à s’interroger sur son avenir et il fait part de ses inquiétudes à Rogers :

« Le moment est venu de choisir un projet et de le mener à bien, qu'il s'agisse d'une tâche définie en russe ou de la planification, de la poursuite de ma formation en mathématiques d'une manière spécifique ou d'un travail précis pour l'ambassadeur. En outre, ce travail devrait être organisé de telle sorte que je sache ce que je suis en train d'accomplir et pourquoi, et que j'aie une idée de son orientation. »

— Kenneth O. May, Lettre à Rogers, 12 juillet 1938
Après plusieurs relations difficiles, il rencontre Ruth McGovney récemment arrivée en Angleterre, une institutrice d'Oakland et fille du professeur de droit de Berkeley Dudley McGovney, un rival du père de Kenneth. Celui-ci fait le déplacement pour dissuader son fils de se marier, et l'ICWA lui demande de renoncer à sa bourse. Ils décident cependant de se marier le 25 juillet 1938.
Ils planifient alors de rester une année supplémentaire en Europe, notamment à Paris pour étudier à la Sorbonne. Tout en étudiant les statistiques et les probabilités, May s'oriente de plus en plus vers les interactions entre science et société,. C'est à cette période qu'il lit l'ouvrage de Bernal, The Social Function of Science (1939), qui influence sa façon d'envisager les liens entre sciences et société et les progrès techniques et inventions nécessaires dans le cadre de la planification :

« La planification peut alors être considérée comme un certain type d'activité scientifique, en tant que méthode scientifique appliquée à l'action humaine dans différents domaines… [c'est-à-dire] la Planification comme application consciente de la science à la société humaine. [Le livre] m'a intéressé en raison de ses efforts pour aborder les problèmes économiques du point de vue des besoins humains et des possibilités de production, plutôt que des phénomènes superficiels du marché. »

En 1939, ils voyagent, notamment à Moscou où Kenneth rencontre des théoriciens de l'institut d'ingénierie et d'économie de Kharkov et s'intéresse à la formation des ingénieurs-économistes.
De retour en Californie, Kenneth envisage de terminer son doctorat à Berkeley et y est nommé assistant d'enseignement, dispensant des cours de mathématiques financières, de calcul et de géométrie analytique.

### Engagements
À Berkeley, May participe activement aux différents projets du parti communiste qui s'oppose entre autres à la conscription. Le contexte de la Seconde Guerre mondiale et de la situation particulière de la Californie par rapport au Japon, amène le père de Kenneth, vice président du State Council of Defense, à s'opposer publiquement à son fils. Il déclare à la presse :

« Je suis totalement en désaccord avec les activités communistes de mon fils Kenneth et j'ai décidé qu'il ne recevrait aucune aide de ma part maintenant ou après ma mort pour poursuivre ses activités. Je suis farouchement opposé au communisme. Tous ceux qui me connaissent savent que toutes mes opinions sont contraires à celles de Kenneth. »

La presse, régionale et nationale, rapporte cette opposition entre le père et le fils. Les raisons de ce désaveu public sont probablement plus complexes et posent question sur les motivations réelles de son père. Rogers de son côté estime qu'il a « rejeté son fils en partie à cause de son aversion pour son mariage et en partie parce qu'il pensait que l'attitude de son fils pourrait en quelque sorte contrarier ses propres ambitions ». En réaction à la scission idéologique avec son père, Kenneth justifie son engagement avec le parti communiste dans le San Francisco Chronicle le 27 septembre 1940 :

« J'ai d'abord rejoint le parti communiste en tant qu'étudiant de premier cycle à l'université de Californie. […] En tant que membre du parti communiste, j'ai vu comment ce parti s'emploie partout à préserver et à étendre la démocratie, à protéger le niveau de vie de la population, à créer des syndicats et à maintenir ce pays hors de guerre. Au cours d'un séjour de deux ans en Europe, j'ai observé les partis communistes français et anglais en action et visité plusieurs autres pays, dont l'Union soviétique. […] En tant que patriote américain, je n'ai d'autre choix que de travailler pour ce que je considère être le meilleur intérêt de mon pays et du monde. »

— Kenneth O. May, San Francisco Chronicle
Ce qui conduit aussi le conseil d’administration de Berkeley à voter la révocation des attributions de Kenneth O. May au sein de l'université. Jugeant ses opinions politiques « incompatibles » avec l'exercice de ses fonctions d'assistant d'enseignement, il le renvoie le 11 octobre 1940. Là aussi, la presse relaie l'événement. Le 14 novembre 1940 le Herald Examiner — rappelant que outre son limogeage de l'université Kenneth a également été désavoué publiquement par son père — salue la décision.
Il se consacre alors à ses activités au sein du parti et, en 1942, il se porte candidat au poste de trésorier fédéral de Californie (en) sous la bannière communiste.
En 1942, May, patriote, s’enrôle dans l'armée. Déjà, depuis l'opération Barbarossa en juin 1941 le parti communiste n'affiche plus une position pacifiste et l'attaque de Pearl Harbor du 7 décembre signe l'entrée en guerre des États-Unis. En conséquence dès le 12 décembre, soutenu par le parti, il se renseigne afin d’intégrer l'armée. Mais il rencontre plusieurs obstacles bureaucratiques. Premièrement, dans le cadre de la conscription aux États-Unis les hommes mariés ne sont pas réquisitionnés au début de la guerre, mais sa femme demande le divorce, quelque temps plus tard, en juin 1942. Deuxièmement, ses activités avec le parti communiste bloquent encore son intégration qui n'intervient finalement qu'en novembre 1942. Il est affecté au 87e régiment d’infanterie, un régiment d’infanterie de montagne. Celui-ci est envoyé en août 1943 sur l'île de Kiska dans la chaîne des Aléoutiennes où il reste cinq mois. En permission au début de l'année 1944, il se réconcilie avec son père et, quelques mois plus tard, en mai, il épouse Jacqueline Bromley. Le Berkeley Daily Gazette du 14 décembre 1944 souligne son courage pour avoir participé aux combats contre les troupes alpines nazis. Et bien que rappelant ses précédentes activités locales et leur opposition affichée à celles-ci, ils[Qui ?] indiquent qu’« il a également fallu du courage pour un jeune professeur d’université pour sacrifier sa carrière sur le campus pour ses opinions politiques ». Sa carrière dans l'armée est l'objet d'un article dans le Stars and Stripes (Europe) du 3 mars 1945. La guerre terminée, il est basé en Italie en tant qu'instructeur en mathématiques à l'Army University Study Center de Florence et envisage de passer son doctorat.

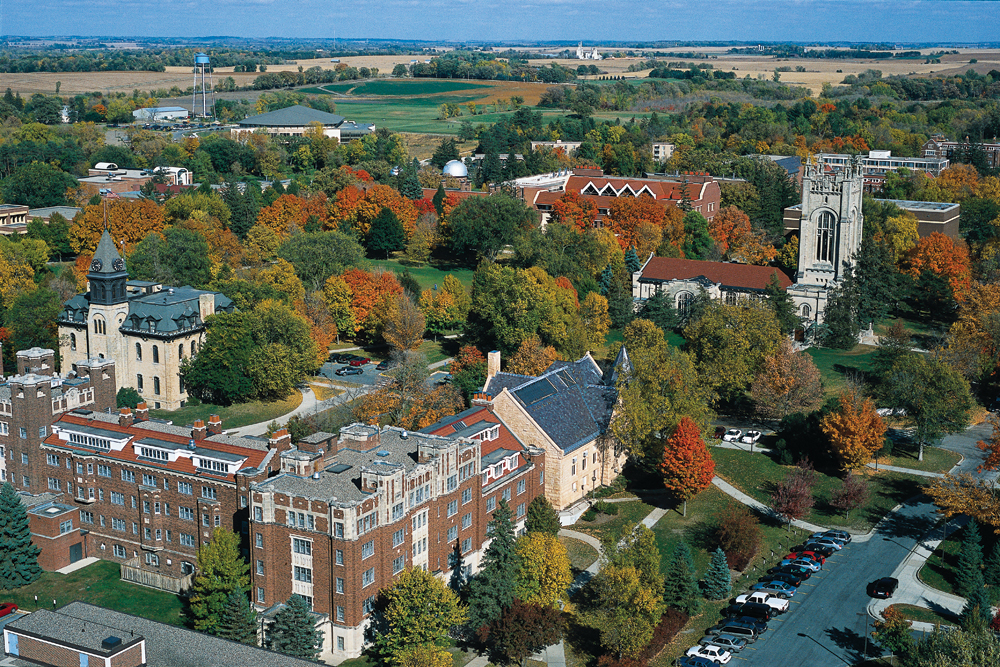
Vue aérienne du Carleton College à Northfield, Minnesota.

Il retourne finalement à Berkeley et, en 1946, il soutient sa thèse intitulée On the Mathematical Theory of Employment. Recommandé par Rogers à Laurence McKinley Gould, président du Carleton College à Northfield dans le Minnesota, il y obtient un poste d'enseignements et y reste une vingtaine d'années. En guise de protestation contre la guerre du Viêt Nam, Kenneth signe un vœu de résistance fiscale en 1966.

### Au Canada
Après une année en tant que chercheur invité à Berkeley, il quitte les États-Unis et arrive au Canada en 1966. Professeur d'histoire des mathématiques à l'université de Toronto, il est également un des membres fondateurs de l'Institute for the History and Philosophy of Science and Technology établi au sein de la School of Graduate Studies en 1967. Cet institut vise à promouvoir la recherche et l'enseignement en histoire et philosophie des sciences, en réponse à l'émergence de ces disciplines aux États-Unis et en Europe, selon les recommandations d'un comité dirigé par John Abrams. May a dirigé cet institut de 1973 à 1975, faisant de Toronto un centre actif en histoire des mathématiques dès le milieu des années 1970.

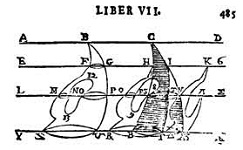
Extrait d’un traité de Bonaventura Cavalieri servant de logo à la Société canadienne d'histoire et de philosophie des mathématiques.

En 1971, il fonde avec René Taton et Adolf P. Youschkevitch la Commission internationale d'histoire des mathématiques (International Commission on the History of Mathematics, ICHM), dont il devient le premier président. Puis en 1974, il est à l'origine de la création de la Société canadienne d'histoire et de philosophie des mathématiques.
May écrit une série, intitulée Rebels Who Count, de dix portraits de mathématiciens pour la télévision canadienne, diffusés à l'automne 1970 : ces portraits d'une trentaine de minutes chacun et produits par la Ontario Education Communication Authority sont consacrés à Galois, Cantor, Bolyai, Hamilton, Charles Sanders Peirce, Galilée, Gauß, Ramanujan et Russell,.

### Dernières années
En 1975, May est victime d'une première attaque cardiaque. Il prend alors ses dispositions pour pérenniser les projets en cours : il délègue davantage les responsabilités au sein de la revue Historia Mathematica, Christoph Scriba lui succède à la tête de la Commission internationale d'histoire des mathématiques à l'occasion du quinzième congrès d'histoire des sciences à Edimbourg en août 1977, et il négocie la diffusion du journal avec Academic Press qui se substitue aux presses universitaires de Toronto.
May décède brusquement d'une attaque cardiaque, le 1er décembre 1977, à 62 ans.
Son étudiant Charles Jones écrit dans un hommage en mémoire de May : 

« […] ses contributions majeures [à l'histoire des mathématiques] sont clairement les services inestimables qu'il a rendus à la discipline. Sa capacité d'organisation exceptionnelle lui a permis d'apporter des contributions de valeur en tant que rédacteur en chef et compilateur, et ce seront ces contributions qui vont modeler la conception que la profession aura de Ken May comme historien des mathématiques. »

— Charles Jones, A memorial tribute to Kenneth O. May
.

## Travaux
Les travaux de Kenneth O. May peuvent être classés en trois domaines — qui dans sa carrière se sont succédé chronologiquement —, qui sont l'économie mathématique, l'enseignement des mathématiques et enfin l'histoire des mathématiques. Ses publications, près de trois cents, traitent de ces différents domaines et il y expose régulièrement ses positions générales sur les mathématiques et leurs liens avec la société. Dans What is good history and who should do it? il explique son intérêt pour l'histoire des mathématiques :

« Je pense que l’histoire peut et doit être socialement utile, pour les historiens des sciences, pour les décideurs politiques, pour les étudiants et les utilisateurs de mathématiques, pour le profane instruit, et surtout pour les mathématiciens. »

— Kenneth O. May, What is good history and who should do it?

### Économie mathématique

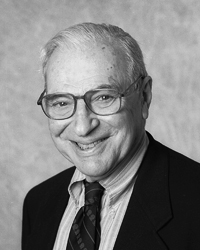
Kenneth Arrow (1921-2017), économiste américain.

Au cours des années 1940-1950, il publie une série d'articles. La principale contribution de Kenneth O. May concerne la théorie du choix social, avec le théorème de May. En 1952, il expose sa théorie dans un article fondateur intitulé « A Set of Independent Necessary and Sufficient. Conditions for Simple Majority Decision », qui caractérise le principe de la règle de la majorité par quatre critères procéduraux : choix décisif, critère de l'anonymat, critère de la neutralité, respect du vote exprimé.
« Après la désillusion du théorème d'impossibilité d'Arrow, voici enfin un résultat positif : le théorème de May. Premièrement May caractérise la règle de la majorité simple, ce qui en soi est une belle avancée dans la compréhension des méthodes de vote ; deuxièmement cette règle vérifie aussi une multitude d'autres propriétés démocratiques ce qui la rend d'autant plus attirante ; troisièmement la règle de la majorité simple est totalement viable démocratiquement lorsqu'il n'y a que deux possibilités, ce qui permet de légitimer mathématiquement l'utilisation du référendum comme méthode de vote dans notre Démocratie. Cependant la règle de la majorité simple a ses défauts, comme l'ont déjà montré Condorcet et Borda dans l'étude des paradoxes liés aux élections. »

### Enseignement des mathématiques
En poste au Carleton College à Northfield dans le Minnesota, May aborde l'enseignement des mathématiques et souhaite l'améliorer aux niveaux secondaire et supérieur. Dans ce domaine Kenneth O. May publie, dans les années 1950-1960, plusieurs articles ainsi que deux ouvrages d'enseignement, Elementary analysis en 1952 et Elements of modern mathematics en 1959.

### Histoire des mathématiques
La partie la plus significative de ses travaux en histoire des mathématiques concerne la recherche et la classification des informations dans ce domaine (documents, auteurs, langage mathématique, indexation, etc.), il s'intéresse aussi à la profession d'historien des mathématiques en elle-même. Outre les nombreuses recensions d'ouvrages et articles, il publie également plusieurs articles d'histoire des mathématiques comme « The Origin of the Four-Color Conjecture » ainsi que plusieurs biographies de mathématiciens dans le Dictionary of Scientific Biography.
Quand en 1966 il prend à la fois son poste à l’université de Toronto et la direction de la section compte-rendu de The American Mathematical Monthly, il publie dans Science un article dans lequel il mesure la croissance de la littérature mathématique et poursuit en 1968 avec une analyse de la croissance et la qualité des publications dans le domaine des déterminants. Dans ce contexte se posent les questions des moyens de communication entre professionnels et de la nécessité de pouvoir évaluer la qualité de la littérature :

« Comment faire face à la quantité croissante de littérature ? Est-il possible de représenter le symbolisme mathématique de manière uniforme ? Quel est le moyen le plus efficace pour un utilisateur de rechercher des informations ? »

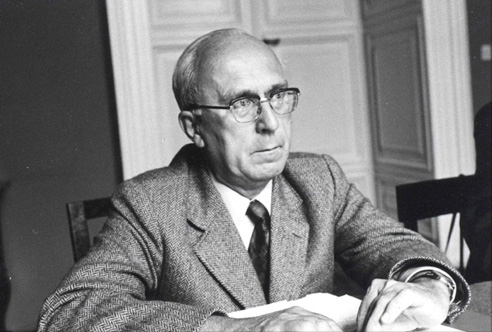
René Taton (1915-2004), historien des sciences français.

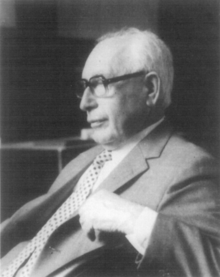
Adolf P. Youschkevitch (1906-1993), historien des mathématiques soviétique.

À la fin des années 1960, René Taton, Adolf P. Youschkevitch et Kenneth O. May ont l'idée de créer un journal international appuyé par une institution. Lors du 12e congrès international d'histoire des sciences (Paris, 1968), cette idée prend forme et une sous-commission provisoire est créée avec Kenneth O. May comme président. En 1971, il commence par éditer une lettre d'information, Notae de Historia Mathematica, dont le premier numéro présente le projet :

« Le journal sera un journal international ouvert à tous les historiens, à tous les points de vue et à toutes les approches de l'histoire des mathématiques. Il servira de journal professionnel des historiens des mathématiques, facilitant la communication entre eux et avec les mathématiciens, les historiens des sciences, les enseignants et autres personnes intéressées par leur travail. Il traitera de l’histoire de tous les aspects des mathématiques, y compris la biographie, l’éducation, la philosophie, les applications, les organisations, les institutions, la méthodologie, l’historiographie, les relations avec d’autres sciences, la technologie et l’histoire générale, à l’exception des domaines connexes tels que la physique. »

— Kenneth O. May, Notae de Historia Mathematica, Novembre 1971
La même année, lors du 13e congrès (Moscou), la sous-commission devient la Commission internationale d'histoire des mathématiques et Kenneth O. May est nommé président, poste qu'il occupe jusqu'en 1977. Prenant la suite des Notae de Historia Mathematica, la revue Historia Mathematica, journal officiel de la commission, commence à paraitre en 1974. Cette année-là, sur une initiative de Kenneth O. May, la Société canadienne d'histoire et de philosophie des mathématiques est officiellement créée.

« Son but ultime était de créer des outils qui permettraient de couvrir la littérature postérieure à 1800 de l'ensemble des mathématiques. »

— Albert C. Lewis, Kenneth O. May and information retrieval in mathematics.
Avant la création de Historia Mathematica, — revue qui a donc notamment pour but de servir de lieu de publication pour les recherches en histoire des mathématiques et d'être un outil pour rendre ces informations accessibles à tous —, il publie successivement The Mathematical Association of America: Its First Fifty Years et World directory of historians of mathematics en 1972 puis Bibliography and Research Manual of the History of Mathematics en 1973.
World directory of historians of mathematics est un répertoire de plus de cinq-cents noms de personnes en relations avec l'histoire des mathématiques, et s'inscrit dans son souhait d'unifier la communauté d'historiens des mathématiques.
Bibliography and Research Manual of the History of Mathematics — considéré, avec la création de Historia Mathematica, comme une de ses contributions les plus significatives — est une compilation de la littérature en histoire des mathématiques de 1868 à 1965. L'ouvrage se compose de deux parties principalement. La partie « manuel » aborde les différentes étapes pour la production de contenu historique et fournit des conseils pour y parvenir. Ces étapes — qui peuvent sembler élémentaires, mais qui n'étaient pas ou peu abordées par les systèmes éducatifs, finissent par devenir suffisamment complexes pour devoir être explicitées — sont la recherche documentaire et sa classification, la confection d'une bibliographie personnelle (et son stockage) et enfin l'analyse des documents réunis et la phase d'écriture. La deuxième partie est une bibliographie classée en cinq thèmes principaux : biographies, historiques des concepts mathématiques, thèmes épi-mathématiques (i.e. en relation avec les mathématiques comme les instruments de calcul, la philosophie), classifications historiques (par exemple par périodes, pays et régions) et la recherche documentaire (publications sur les bibliographies, musées, bibliothèques, expositions, etc.). Considéré comme un outil de référence, il présente cependant des omissions — et de nombreuses publications sont apparues depuis sa parution — et doit donc être utilisé en combinaison avec d'autres ouvrages et outils du même genre sur des sujets généraux ou spécifiques,.
En 1974, il publie un article dans lequel il suggère que le décalage entre offres et demandes d'emplois pour les historiens des sciences, causé d'une part par le nombre croissant de professionnels et d'autre part par les restrictions budgétaires, pourrait être comblé par une formation plus généraliste des historiens des mathématiques, profession qui demanderait à la fois d’être mathématicien pour traiter certains sujets bien particuliers, historien pour aborder les problèmes externes aux mathématiques et donc de manière plus générale historien des sciences, ce qui nécessite d'y être formé et d'être actif au sein de cette communauté. Il poursuit en 1975 avec What is good history and who should do it?. Une première réponse est simplement « ça dépend du but ». Il précise par la suite en prenant plusieurs ouvrages comme exemples, dont Éléments d'histoire des mathématiques de Bourbaki et Men of Mathematics d'Eric Temple Bell. Les buts de ces ouvrages ne sont pas identiques, chacun ayant ses faiblesses, et tenter de les critiquer sur l'incapacité d'atteindre des buts différents n'a pas de sens. La seule règle générale serait d'avoir les compétences pour un travail donné.

« Le point essentiel est que la meilleure histoire exige une sensibilité à la fois mathématique et historique, le respect des bonnes pratiques des métiers de l'historien et du mathématicien. Il se peut même que la meilleure recherche mathématique soit facilitée par une compréhension des problèmes et des résultats historiques. »

— Kenneth O May, What is good history and who should do it?.
Il a contribué à la rédaction du Dictionnaire encyclopédique des mathématiques. Il a géré la compilation d'un index pour les 80 premiers volumes de The American Mathematical Monthly.
L'influence de May s'est également répandue à l'international, par exemple avec la professionnalisation de l'histoire des mathématiques au Mexique : la communauté mexicaine s'est inspirée de son exemple pour fonder sa première revue historique et philosophique, Mathesis, et la création de l'Asociación para la Historia, Filosofía y Pedagogía de las Ciencias Matemáticas (Association pour l'histoire, la philosophie et la pédagogie des sciences mathématiques) est directement inspirée de ses activités.

## Postérité

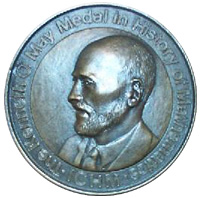
Médaille du prix Kenneth O. May.

La Commission internationale d'histoire des mathématiques décerne tous les quatre ans le prix Kenneth O. May pour des contributions exceptionnelles à l'histoire des mathématiques.
La Société canadienne d'histoire et de philosophie des mathématiques organise chaque année une conférence Kenneth O. May,.

## Publications
Pour une liste plus complète voir Enros 1984.
- (en) « Probabilities of Certain Election Results », Bulletin of the American Mathematical Society, vol. 53, no 9,‎ 1947
- (en) « Variation of the Probability of Unfair Election Results », Bulletin of the American Mathematical Society, vol. 53, no 4,‎ 1948
- (en) « Probabilities of Certain Election Results », American Mathematical Monthly, vol. 55, no 4,‎ 1948
- (en) « A Set of Independent Necessary and Sufficient Conditions for Simple Majority Decision », Econometrica, vol. 20, no 4,‎ 1952
- (en) « Note on the Complete Independence of Conditions for Simple Majority Decision », Bulletin of the American Mathematical Society, vol. 59, no 1,‎ 1953
- (en) « A Note on the Complete Independence of Conditions for Simple Majority Decision », Econometrica, vol. 21, no 1,‎ 1953
- (en) « The Intransitivity of Individual Preferences », Econometrica, vol. 21, no 3,‎ 1953
- (en) « Intransitivity, utility, and the aggregation of preference patterns », Econometrica, vol. 22, no 1,‎ 1954
- (en) Elementary analysis, Wiley, 1952
- (en) Elements of modern mathematics, Addison-Wesley, 1959 (lire en ligne)
- (en) Kenneth O. May, « The Origin of the Four-Color Conjecture », Isis, vol. 56, no 3,‎ 1965 (JSTOR 228109)
- (en) K. O. May, « Quantitative Growth of the Mathematical Literature », Science, vol. 154,‎ 1966, p. 1672-1673 (DOI 10.1126/science.154.3757.1672)
- (en) Kenneth O. May, « Growth and Quality of the Mathematical Literature », Isis, vol. 59, no 4,‎ 1968 (JSTOR 228487)
- (en) Kenneth O. May (dir.), The Mathematical Association of America : Its First 50 Years, MAA, 1972 (lire en ligne)
- (en) Kenneth O. May et Constance Gardner, World directory of historians of mathematics, 1972 La réédition de 1978 comprend des compléments de Christoph Scriba et de Sacksteder (Hambourg 1985). Une troisième édition est parue en 1995.
- (en) Bibliography and Research Manual of the History of Mathematics, University of Toronto Press, 1973 (présentation en ligne, lire en ligne)
- (en) Kenneth O. May, « Should we be mathematicians, historians of science, historians, or generalists? », Historia Mathematica, vol. 1, no 2,‎ 1974, p. 127-128 (DOI 10.1016/0315-0860(74)90001-9)
- (en) Kenneth O May, « What is good history and who should do it? », Historia Mathematica, vol. 2, no 4,‎ 1975, p. 449-455 (DOI 10.1016/0315-0860(75)90102-0)
- (en) Index of the American Mathematical Monthly, Volumes 1 through 80 (1894–1973), 1977